# День міста
День мі́ста — зазвичай день заснування чи набуття статусу міста. Іноді ця дата присвячується якій-небудь історичній події, національному чи регіональному святу.

## День міста в містах України
- Київ (заснований у V столітті) — остання неділя травня
- Бар (Вінницька область) (заснований 1401 року) — змінюється, зараз відзначається у 2-гу або 3-тю суботу вересня (як Вінниця)
- Біла Церква (засноване князем Ярославом Мудрим у 1032 році) — друга субота вересня
- Бердянськ — 17 вересня (день визволення міста від німецьких окупантів 1943 року)
- Борислав (Львівська область) — 2-га неділя вересня
- Вараш (Рівненська область) - 2-га субота вересня
- Вінниця — відзначається у вересні (2-га або 3-тя субота вересня)
- Горішні Плавні (Полтавська область) — 24 квітня (цього дня 1972 року Указом Президії Верховної Ради Української РСР № 123 селище міського типу Комсомольське віднесено до категорії міст районного підпорядкування)
- Глухів (заснований у X столітті) — 1 вересня
- Дніпро — згідно зі статутом територіальної громади, відзначається у другу суботу вересня.
- Донецьк (заснований 1869 року) — остання неділя серпня, День шахтаря
- Запоріжжя (засноване 1770 року) — 14 жовтня
- Івано-Франківськ (заснований 1662 року) — 7 травня (день отримання Магдебурзького права)
- Кагарлик (заснований 1142 року) — друга неділя вересня
- Кам'янець-Подільський (сформувався як місто на рубежі XII—XIII століть) — третя субота травня (вперше проведено 21 травня 1995 року)
- Корюківка (Чернігівська область) — заснована козаками і переселенцями з Правобережної України у 1657 році. День міста — остання субота липня.
- Кременчук (заснований у 1571 році) — 29 вересня (день визволення міста від німецьких окупантів 1943 року)
- Кривий Ріг (заснований у 1775 році) — останні вихідні травня
- Кропивницький (заснований у 1754 році) — передостання субота вересня
- Луганськ (заснований 1795 року) — друга субота вересня
- Луцьк (вперше згадується у 1085 році) — 23 серпня
- Львів (перша згадка — 1256 р.) — перша неділя травня
- Маріуполь (заснований 1778 року) — 29 вересня
- Миколаїв (заснований 1789 року) — друга субота після 1 вересня
- Нетішин (заснований 1984 року) — передостання субота вересня
- Одеса (вперше згадується 1415 як Коцубеїв) — 2 вересня, день підписання рескрипту про будівництво порту і фортеці Гаджибей
- Олександрія (заснована 1756 року) — остання неділя травня
- Олешки (заснований 1084 року) — 24 вересня (день визволення міста від німецьких окупантів 1943 року)
- Перемишляни (у 1991 ввійшли в склад України) — 24 серпня
- Пирятин (вперше згадується 1155) — 18 вересня (день визволення міста від німецьких окупантів 1943 року)
- Полтава (вперше згадується 1174) — 29 червня (дата першої літописної згадки про Полтаву відповідно перерахунку за новоюліанським календарем церковних свят)
- Пологи (Запорізька область) — 17 вересня (день визволення міста від німецьких окупантів 1943 року)
- Ржищів (Київська область) (заснований в 1151 р.) — перша неділя червня
- Рівне — остання неділя серпня
- Севастополь (заснований 1783 року) — 14 червня
- Сіверськодонецьк (Луганська область) — остання неділя травня (День хіміка)
- Сімферополь (заснований 1784 року) — перша неділя червня
- Слов'янськ (заснований 1645 року) — перша субота вересня після 3-го числа
- Стрий (перша згадка — 1385 р.) — перша неділя червня
- Теребовля (перша згадка 1097 року) — 7 липня, свято Різдва Івана Хрестителя, Івана Купала
- Тернопіль (заснований 1540 року) — 28 серпня, свято Успіння Матері Божої
- Харків (заснований 1654? року) — 23 серпня — Наказ про визволення міста від німецьких окупантів 1943 року  (свято День міста та День визволення Харкова об'єднані з 1997 р.; у 1987-96 рр. День міста відзначали 20 вересня, або у найближчу неділю після 20.09)
- Хмельницький (заснований 1431 р.) — останні вихідні вересня
- Херсон — третя субота вересня (день визволення міста від німецьких окупантів 13 березня 1944 року)
- Хуст (засноване 1090 р.)  —  2 неділя травня
- Черкаси (перша згадка 1284–1286) — третя субота вересня
- Чернівці — перші вихідні жовтня (в пам'ять першої письмової згадки про місто — в грамоті молдавського господаря Олександра Доброго львівським купцям від 8 жовтня 1408 року)
- Чернігів (перша згадка 907) — 21 вересня (день визволення міста від німецьких окупантів 1943 року)
- Чорноморськ (поселення відоме з XVIII ст., з 1952 року — смт, з 1973 року — місто) — 2-а субота квітня
- Чортків (заснований 1522, перша згадка 1427) — 12 липня.
- Умань — Перша згадка про Уманьщину є в літописі Супрасльського монастиря 1497 року. День міста — перша субота жовтня.

- Коломия (заснована 1241р.) — 19 серпня
- Камінь-Каширський (заснований 1196р.) — 17 вересня
- Ужгород — 1-ша неділя жовтня. Заснований 893 року